# Bakkehaugens kyrka

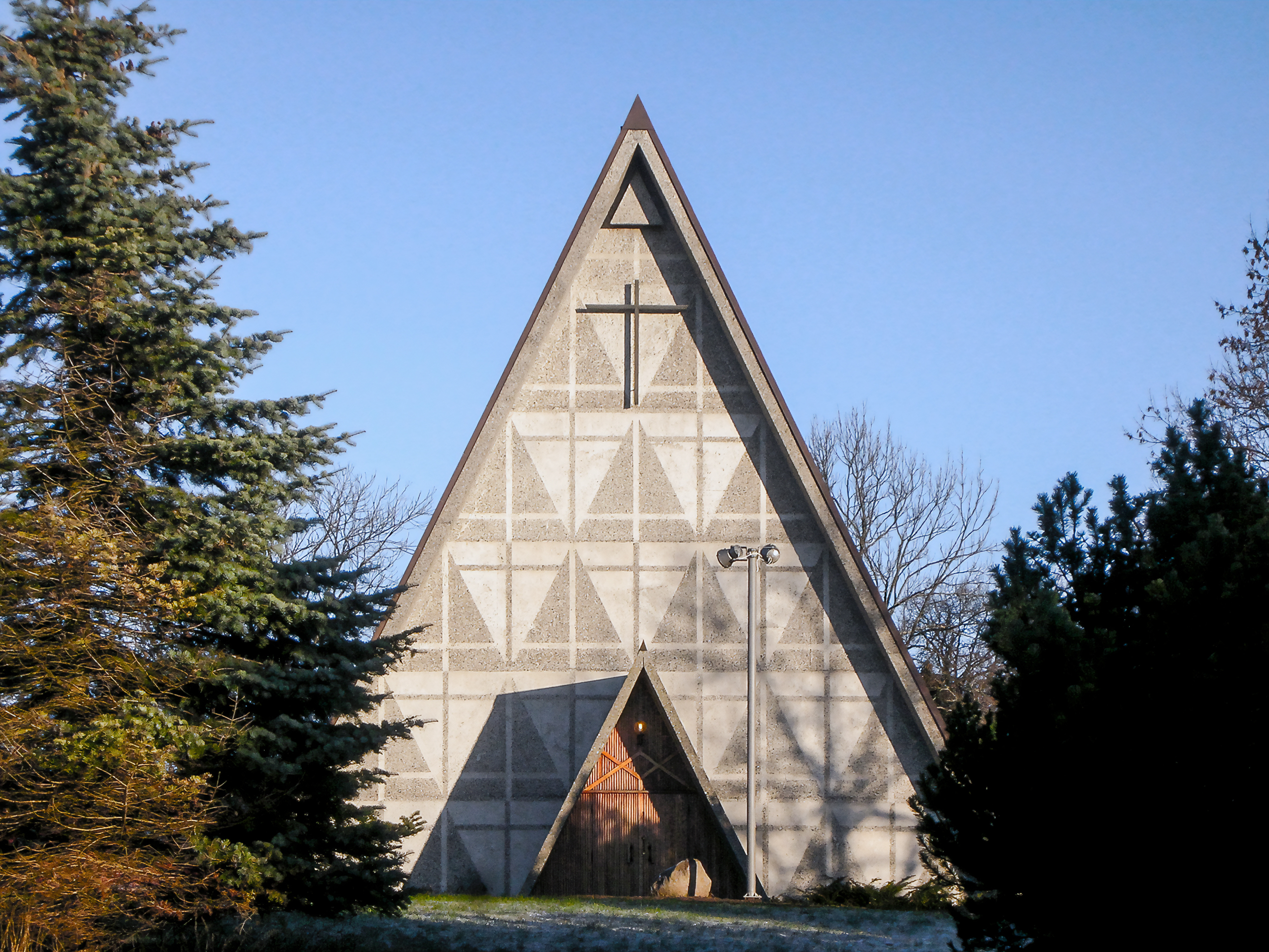
Bakkehaugens kyrka

Bakkehaugens kyrka är församlingskyrka i Bakkehaugens församling i Oslo stift av Norska kyrkan. Den ligger i Tåsen i stadsdelen Nordre Aker i norra Oslo. Marken som kyrkan ligger på testamenterades till kyrkan 1936, och två år senare utlystes en arkitekturtävling som gick ut på att rita en kyrka för platsen. Tävlingen avslutades 1940 med den funktionalistiske arkitekten Ove Bang som segrare. Andra världskriget kom dock att förskjuta byggplanerna och det visade sig också sedermera att Bangs kyrka skulle bli för dyr. År 1958 påbörjades kyrkbygget utifrån Erling Viksjøs modifieringar av Bangs ritning. Kyrkan, byggd i naturbetong, en gjutnings- och bearbetningsmetod utvecklad av Viksjø och civilingenjören Sverre Jystad, invigdes 20 december 1959. Den konstnärliga utsmyckningen av kyrkan är gjord av Kai Fjell och Carl Nesjar.